# Petra Tierlich
Petra Tierlich (ur. 25 lutego 1945 w Vielau) – wschodnioniemiecka saneczkarka, mistrzyni świata.
W mistrzostwach świata wywalczyła trzy medale. W 1969 odniosła największy sukces w karierze zostając mistrzynią świata. W 1965 oraz 1967 zdobywała srebrny medal.